# Маркин, Михаил Александрович
Михаил Александрович Маркин (16 ноября 1971, Москва, СССР) — российский футболист, игрок в мини-футбол; тренер.

## Биография
Начал карьеру в футбольных клубах низших лиг «Пресня» Москва (1991) и «Кинотавр» Подольск (1992). Мини-футбольную карьеру начал в московском клубе «Дина-МАБ», затем перешёл в «Дину», за которую играл на протяжении 15 лет и выиграл с ней множество трофеев. В сезоне 2004—2005 признавался лучшим защитником России. Провёл 43 матча за сборную России по мини-футболу, входил в состав команды, выигравшей в 1999 году золото чемпионата Европы по мини-футболу.
Завершив игровую карьеру, перешёл на тренерскую работу в мини-футбольный клуб КПРФ, затем — тренер дублирующего состава этой команды.

## Достижения

### Как игрок
- Чемпион Европы: 1999
- Серебряный призёр чемпионата Европы: 2005
- Бронзовый призёр чемпионата Европы: 2001
- Чемпион России (7): 1993/94, 1994/95, 1995/96, 1996/97, 1997/98, 1998/99, 1999/2000
- Обладатель Кубка России (6): 1993, 1995, 1996, 1997, 1998, 1999
- Победитель Турнира Европейских Чемпионов (3): 1995, 1997, 1999
- Обладатель Межконтинентального Кубка: 1997
- Обладатель Кубка Высшей лиги: 1995
- Чемпион Высшей лиги: 2010/11

Личные
- Лучший защитник чемпионата России: 2004/05

### Как тренер
- Чемпион Высшей лиги (6): 2016/17, 2017/18, 2020/21, 2021/22, 2022/23, 2023/24